# Daytime-Emmy-Verleihung 2006
Die Daytime-Emmy-Verleihung 2006 fand am 28. April 2006 im Kodak Theatre, Los Angeles statt. Die Sendung wurde von ABC ausgestrahlt. Durch die Sendung führten Tom Bergeron und Kelly Monaco. Es war die 33. Verleihung in der Sparte Daytime.

## Programmkategorien
| Dramaserie (Outstanding Drama Series) | Spielshow (Outstanding Game/Audience Participation Show)                                                                        |
| --- | --- |
| - General Hospital (ABC) - Jung und Leidenschaftlich – Wie das Leben so spielt (CBS) - Springfield Story (CBS) - Schatten der Leidenschaft (CBS) | - Jeopardy! (Syndikation) - Who Wants to Be a Millionaire (CBS)                                                                 |
| Talkshow (Outstanding Talk Show) | Serviceshow (Outstanding Service Show)                                                                                          |
| - The Ellen DeGeneres Show (Syndikation) - Dr. Phil (Syndikation) - Live with Regis and Kelly (Syndikation) - The View (ABC)                     | - 30 Minute Meals - Essence of Emeril - Martha - Suze Orman: For the Young, Fabulous & Broke - This Old House                   |
| Kinderprogramm (Outstanding Pre-School Children’s Series)                                                                                        | Kinderzeichentrickserie (Outstanding Children’s Animated Program)                                                               |
| - Sesamstraße - Blue’s Clues – Blau und schlau - Hi-5 - Paz the Penguin                                                                          | - Au Schwarte! - Baby Looney Tunes - Erdferkel Arthur und seine Freunde - Dora - Peep and the Big Wide World - Todds tolle Welt |
| Sonderprogramm (Outstanding Special Class Series)                                                                                                | Kinderserie (Outstanding Children’s Series)                                                                                     |
| - A Baby Story - Animal Rescue with Alex Paen - Judge Judy - Starting Over - Trading Spaces: Boys vs. Girls                                      | - ZOOM - Black Hole High - Endurance: Tehachapi - Postcards from Buster - Unter Löwen – Between the Lions                       |
| Zeichentrickserie (Outstanding Special Class Animated Program)                                                                                   | |
| - The Batman - Coconut Fred’s Fruit Salad Island - Die Save-Ums - Tutenstein                                                                     | |

## Schauspiel
| Hauptdarsteller in einer Dramaserie (Outstanding Lead Performance in a Drama Series) | Hauptdarsteller in einer Dramaserie (Outstanding Lead Performance in a Drama Series) |
| Hauptdarsteller | Hauptdarstellerin |
| --- | --- |
| - Anthony Geary als Luke Spencer in General Hospital - Maurice Benard als Sonny Corinthos in General Hospital - Thorsten Kays als Zach Slater in All My Children - Robert Newman als Joshua Lewis in Springfield Story - Ron Raines als Alan Spaulding in Springfield Story                                                                                           | - Kim Zimmer als Reva Shayne in Springfield Story - Bobbie Eakes als Krystal Chandler in All My Children - Beth Ehlers als Harley Cooper in Springfield Story - Susan Flannery als Stephanie Douglas Forrester in Reich und Schön - Kelly Monaco als San NcCall in General Hospital                                                                              |
| Nebendarsteller (Outstanding Supporting Performance in a Drama Series) | |
| Nebendarsteller | Nebendarstellerin |
| - Jordan Clarke als Billy Lewis II. in Springfield Story - Tyler Christopher als Nikolas Cassadine in General Hospital - Trent Dawson als Henry Coleman in Jung und Leidenschaftlich – Wie das Leben so spielt - Gayson McCouch als Dusty Donovan in Jung und Leidenschaftlich – Wie das Leben so spielt - Greg Rikaart als Kevin Fisher in Schatten der Leidenschaft | - Gina Tognoni als Dinah Mahler in Springfield Story - Tracey E. Bregman als Lauren Fenmore in Schatten der Leidenschaft - Renée Elise Goldsberry als Evangeline Williamson in Liebe, Lüge, Leidenschaft - Crystal Chappell als Olivia Spencer in Springfield Story - Jennifer Ferrin als Jennifer Munson in Jung und Leidenschaftlich – Wie das Leben so spielt |
| Kinderdarsteller in einer Dramaserie (Outstanding Performance by a Younger Artist in a Drama Series) | |
| Kinderschauspieler | Kinderschauspielerin |
| - Tom Pelphrey als Jonathan Randall in Springfield Story - Bryton McClure als Devon Hamilton in Schatten der Leidenschaft - Scott Clifton als Dillon Quartermaine in General Hospital - Michael Graziadei als Daniel Romalotti in Schatten der Leidenschaft - Jesse Lee Soffer als Will Munson in Jung und Leidenschaftlich – Wie das Leben so spielt                 | - Jennifer Landon als Gwen Norbeck in Jung und Leidenschaftlich – Wie das Leben so spielt - Mandy Bruno als Marina Cooper in Springfield Story - Camryn Grimes als Cassie Newman in Schatten der Leidenschaft - Christel Khalil als Lily Winters in Schatten der Leidenschaft - Leven Rambin als Lily Montgomery in All My Children                              |

## Moderation
| Gameshow-Moderation (Outstanding Game Show Host) | Talkshow-Moderator (Outstanding Talk Show Host) |
| --- | --- |
| - Alex Trebek, Jeopardy! - Meredith Vieira, Who Wants to be a Millionaire                                                                                     | - Ellen DeGeneres in The Ellen DeGeneres Show - Regis Philbin und Kelly Ripa in Live with Regis and Kelly - Barbara Walters, Meredith Vieira, Star Jones Reynolds, Joy Behar und Elisabeth Hasselbeck in The View - Lisa Rinna und Ty Treadway in Soap Talk |
| Serviceshow-Moderator (Outstanding Service Show Host) | |
| - Suze Orman in Suze Orman: For the Young, Fabulous & Broke - Emeril Lagasse in Essence of Emeril - Rachael Ray in 30 Minute Meals - Martha Stewart in Martha | |

## Produktion
| Drehbuch für eine Dramaserie (Outstanding Drama Series Writing Team)                                                            | Regie für eine Dramaserie (Outstanding Drama Series Directing Team)                   |
| --- | ------------------------------------------------------------------------------------- |
| - Schatten der Leidenschaft - Jung und Leidenschaftlich – Wie das Leben so spielt - Reich und Schön - Liebe, Lüge, Leidenschaft | - General Hospital - Reich und Schön - Schatten der Leidenschaft - Zeit der Sehnsucht |

## Auftritt in einem Zeichentrickprogramm
(Outstanding Performer in an Animated Program)
- Maile Flanagan (als Piggley Winks in Au Schwarte!)
- Tony Jay (als Spiderus in Miss Spider’s Sunny Patch Friends)
- Tara Strong (als Dannon in Au Schwarte!)
- Russi Taylor (als Ferny in Au Schwarte!)
- Jess Harnell (als Gumpers und Swanky in Pet Alien)

## Auftritt in einer Kinderserie
(Outstanding Performer in a Children’s Series)
- Kevin Clash als Elmo in Sesamstraße
- Julianna Rose Mauriello als Stephanie in LazyTown
- Sara Paxton als Darcy Fields in Darcy’s Wild Life
- J.D. Roth als er selbst in Endurance: Tehachapi

## Lebenswerk
(Lifetime Achievement Awards)
- Caroll Spinney

## Besondere Erwähnung
(Special Tributes)
- Jung und Leidenschaftlich – Wie das Leben so spielt
- Zeit der Sehnsucht